# Tesalia-Grecja Środkowa
Administracja Tesalia-Grecja Środkowa (nwgr. Αποκεντρωμένη Διοίκηση Θεσσαλίας – Στερεάς Ελλάδας) – jedna z 7 jednostek administracyjnych Grecji, wprowadzona 1 stycznia 2011.
W skład administracji Tesalia-Grecja Środkowa wchodzą: region Tesalia oraz region Grecja Środkowa.